# Den bästa julen
Den bästa julen – En samling  är ett samlingsalbum av den svenska countrysångaren Hasse Andersson, utgivet den 20 november 2015 på Slowfox Grammofon/Mariann Grammofon. Albumet innehåller 22 av Anderssons julfavoriter. Låtarna är inspelade mellan åren 1996 och 2012 förutom spår 3, 6, 11 och 20, som spelades in 1986.
Albumet gick in som 27:a på Sverigetopplistan den 27 november 2015. Veckan därefter hade det gått upp till plats 12.

## Låtlista
1. Rudolf med röda mulen
2. Låt aldrig ljusen slockna
3. Stilla natt
4. Bjällerklang
5. Ho, ho skrattar tomtefar
6. Sjömansjul på Hawaii
7. I julens tid
8. Låt mig få tända ett ljus
9. Knalle juls vals
10. Decembernatt
11. När juldagsmorgon glimmar
12. Det blir kallt i november
13. Runda tomtar
14. Julens klockor
15. Snart är julen här
16. En herrens ängel
17. Min barndoms aftonbön
18. Den bästa utav jular
19. På väg hem
20. Tomten
21. Hoppets vind

## Listplaceringar
| Lista (2015)                | Högsta position |
| --------------------------- | --------------- |
| Sverige (Sverigetopplistan) | 12              |